# ستريم زيلا
ستريم زيلا هي شركة تعمل في مجال الإنترنت كمضيف لـوسائط البث وشبكة توصيل المحتوى (CDN) في أوروبا. وتقع الشركة في مركز وسائل الإعلام بمدينة جرونينجين, هولندا.

## نظرة عامة
توفر ستريم زيلا وسائط البث واستضافة ملفات الوسائط وخدمات توصيل للعملاء مثل شركات توفير خدمة استضافة الفيديو وبث للإذاعة والتلفزيون وفرق كرة القدم فريق كرة قدم ودور نشر ومؤسسات وشركات إنتاج الفيديو.

## الإنجازات
- فازت ستريم زيلا بجائزة اختيار قراء مجلة ستريمينج ميديا لأحسن شبكة توصيل المحتوى في أوروبا لعام 2008.
- في عام 2008، تم توزيع ملياري مقطع فيديو على المشاهدين حول العالم.[2]

## التكنولوجيا
يدعم ستريم زيلا شبكة بنطاق أوروبي 2 تترابايت/ثانية مع وصلات +500جيجابايت/ثانية لكافة شركة تزويد خدمات الإنترنت الرئيسية والحاملات العالمية. وهذه الخوادم تعمل بواسطة خادم وسائط متعددة XL يمكنه من إنجاز العملية المتزامنة لكافة خدمات الوسائط المتعددة المعروفة ومنها فلاش ميديا سيرفر وويندوز ميديا سيرفيز وكويك تايم ستريمينج سيرفر وووزا ميديا سيرفر وآيس كاست وخادم معلومات الإنترنت وأباتشي دون فقدان في الأداء. وتُدار خوادم الوسائط المتعددة بواسطة تطبيق إدارة توصيل محتوى مركزي يسمى VDO-X.